# Боливија на Летњим олимпијским играма 2012.
Боливија је на Олимпијским играма у Лондону 2012. учествовала тринаести пут као самостална земља.
Боје Боливије на Олимпијским играма у Лондону 2012. бранило је петоро спортиста у три спорта, а у олимпијском тиму налазило се тројица спортиста и две спортисткиње.
Заставу на церемонији отварања носио је пливачица Карен Торез.

## Учесници по спортовима
| Спорт        | Мушкарци | Жене | Укупно |
| ------------ | -------- | ---- | ------ |
| Атлетика     | 1        | 1    | 2      |
| Пливање      | 1        | 1    | 2      |
| Стрељаштво   | 1        | 0    | 1      |
| спортова (3) | 3        | 2    | 5      |

## Атлетика

### Мушкарци
| Атлетичар   | Дисциплина | Група    | Група     | Четвртфинале | Четвртфинале | Полуфинале       | Полуфинале       | Финале           | Финале | Детаљи |
| Атлетичар   | Дисциплина | Резултат | Место     | Резултат     | Место        | Резултат         | Место            | Резултат         | Место  | Детаљи |
| ----------- | ---------- | -------- | --------- | ------------ | ------------ | ---------------- | ---------------- | ---------------- | ------ | ------ |
| Бруно Рохас | 100 метара | 10,62    | 1 у гр. 1 | 10,65        | 8 у гр. 3    | Није се пласирао | Није се пласирао | Није се пласирао | 48/75  |        |

### Жене
| Атлетичар          | Дисциплина   | Група    | Група | Четвртфинале | Четвртфинале | Полуфинале | Полуфинале | Финале     | Финале | Детаљи |
| Атлетичар          | Дисциплина   | Резултат | Место | Резултат     | Место        | Резултат   | Место      | Резултат   | Место  | Детаљи |
| ------------------ | ------------ | -------- | ----- | ------------ | ------------ | ---------- | ---------- | ---------- | ------ | ------ |
| Клаудија Балдерама | 20 км ходање |          |       |              |              |            |            | 1:33,28 ЛР | 33/55  |        |

## Пливање

### Мушкарци
| Пливач          | Дисциплина     | Група | Група     | Полуфинале       | Полуфинале       | Финале           | Финале  | Детаљи |
| Пливач          | Дисциплина     | Време | Пласман   | Време            | Пласман          | Време            | Пласман | Детаљи |
| --------------- | -------------- | ----- | --------- | ---------------- | ---------------- | ---------------- | ------- | ------ |
| Ендру Радерфурд | 100 м слободно | 52,57 | 5 у гр. 3 | Није се пласирао | Није се пласирао | Није се пласирао | 41/56   |        |

### Жене
| Пливач      | Дисциплина     | Група | Група     | Полуфинале        | Полуфинале        | Финале            | Финале  | Детаљи |
| Пливач      | Дисциплина     | Време | Пласман   | Време             | Пласман           | Време             | Пласман | Детаљи |
| ----------- | -------------- | ----- | --------- | ----------------- | ----------------- | ----------------- | ------- | ------ |
| Карен Торез | 100 м слободно | 57,78 | 7 у гр. 3 | Није се пласирала | Није се пласирала | Није се пласирала | 37/48   |        |

## Стрељаштво
| Стрелац           | Дисциплина | Квалификације | Квалификације | Финале           | Финале           | Пласман | Детаљи |
| Стрелац           | Дисциплина | Резултат      | Пласман       | Резултат         | Укупно           | Пласман | Детаљи |
| ----------------- | ---------- | ------------- | ------------- | ---------------- | ---------------- | ------- | ------ |
| Хуан Карлос Перез | Трап       | 110           | 31            | Није се пласирао | Није се пласирао | 31/34   |        |